# Dayton (Wyoming)
Dayton város az USA Wyoming államában, Sheridan megyében. Lakosainak száma 822 fő (2020. április 1.).

## Népesség
A település népességének változása:
| Lakosok száma | 678  | 757  | 822  |
|               | 2000 | 2010 | 2020 |